# Communauté d'agglomération du Pays de Grasse
La communauté d'agglomération du Pays de Grasse est une communauté d'agglomération française, située dans le département des Alpes-Maritimes, région Provence-Alpes-Côte d'Azur, qui a été créée le 1er janvier 2014.

## Historique
La communauté d'agglomération du Pays de Grasse a été constituée le 1er janvier 2014. Elle est issue de la fusion entre le Pôle Azur Provence, la communauté de communes des Terres de Siagne et la communauté de communes des Monts d'Azur (sans les communes d'Aiglun et de Sallagriffon qui ont rejoint la communauté de communes des Alpes d'Azur).

## Territoire communautaire

### Composition
La communauté d'agglomération est composée des 23 communes suivantes :

| Nom                      | Code Insee | Gentilé         | Superficie (km2) | Population (dernière pop. légale) | Densité (hab./km2) |
| ------------------------ | ---------- | --------------- | ---------------- | --------------------------------- | ------------------ |
| Grasse (siège)           | 06069      | Grassois        | 44,44            | 48 669 (2022)                     | 1 095              |
| Amirat                   | 06002      | Amiratois       | 12,95            | 49 (2022)                         | 3,8                |
| Andon                    | 06003      | Andonnais       | 54,3             | 652 (2022)                        | 12                 |
| Auribeau-sur-Siagne      | 06007      | Auribélois      | 5,48             | 3 346 (2022)                      | 611                |
| Briançonnet              | 06024      | Briançonnois    | 24,32            | 168 (2022)                        | 6,9                |
| Cabris                   | 06026      | Cabriens        | 5,43             | 1 421 (2022)                      | 262                |
| Caille                   | 06028      | Caillois        | 16,96            | 423 (2022)                        | 25                 |
| Collongues               | 06045      | Collonguois     | 10,78            | 80 (2022)                         | 7,4                |
| Escragnolles             | 06058      | Escragnollois   | 25,48            | 621 (2022)                        | 24                 |
| Gars                     | 06063      | Garcinois       | 15,57            | 70 (2022)                         | 4,5                |
| Le Mas                   | 06081      | Massois         | 32,15            | 98 (2022)                         | 3                  |
| Mouans-Sartoux           | 06084      | Mouansois       | 13,52            | 10 847 (2022)                     | 802                |
| Les Mujouls              | 06087      | Mujoulois       | 14,55            | 38 (2022)                         | 2,6                |
| Pégomas                  | 06090      | Pégomassois     | 11,28            | 8 143 (2022)                      | 722                |
| Peymeinade               | 06095      | Peymeinadois    | 9,76             | 8 491 (2022)                      | 870                |
| La Roquette-sur-Siagne   | 06108      | Roquettans      | 6,31             | 5 552 (2022)                      | 880                |
| Saint-Auban              | 06116      | Saint-Aubanais  | 42,54            | 204 (2022)                        | 4,8                |
| Saint-Cézaire-sur-Siagne | 06118      | Saint-Cézariens | 30,02            | 3 971 (2022)                      | 132                |
| Saint-Vallier-de-Thiey   | 06130      | Vallerois       | 50,68            | 3 662 (2022)                      | 72                 |
| Séranon                  | 06134      | Séranonnais     | 23,28            | 537 (2022)                        | 23                 |
| Spéracèdes               | 06137      | Spéracèdois     | 3,46             | 1 180 (2022)                      | 341                |
| Le Tignet                | 06140      | Tignetans       | 11,26            | 3 158 (2022)                      | 280                |
| Valderoure               | 06154      | Valderourois    | 25,34            | 517 (2022)                        | 20                 |

### Démographie
| 1968   | 1975   | 1982   | 1990   | 1999   | 2010   | 2015    | 2021    |
| ------ | ------ | ------ | ------ | ------ | ------ | ------- | ------- |
| 44 136 | 51 871 | 61 792 | 76 039 | 85 528 | 99 973 | 101 860 | 100 534 |

## Administration

### Siège
Le siège de la communauté d'agglomération est situé à Grasse.

### Les élus
Le conseil communautaire de la communauté d'agglomération se compose de 71 conseillers, représentant chacune des communes membres et élus pour une durée de six ans.
Ils sont répartis comme suit :
| Nombre de conseillers | Communes                                               |
| --------------------- | ------------------------------------------------------ |
| 29                    | Grasse                                                 |
| 6                     | Mouans-Sartoux                                         |
| 5                     | Pégomas, Peymeinade                                    |
| 3                     | La Roquette-sur-Siagne, Saint-Cézaire-sur-Siagne       |
| 2                     | Auribeau-sur-Siagne, Saint-Vallier-de-Thiey, Le Tignet |
| 1 (+1 suppléant)      | les 14 autres communes                                 |

### Présidence
| Période      | Période                       | Identité           | Étiquette | Qualité                       |
| ------------ | ----------------------------- | ------------------ | --------- | ----------------------------- |
| janvier 2014 | mars 2014                     | Jean-Pierre Leleux | UMP       | Maire de Grasse (1995 → 2014) |
| avril 2014   | En cours (au 17 juillet 2020) | Jérôme Viaud,      | LR        | Maire de Grasse (2014 → )     |

### Compétences
Le nombre de compétences mises en commune est de 40. Les communes membres sont intégrées dans le périmètre du Schéma de cohérence territoriale (SCoT’Ouest acté par arrêté préfectoral le 23 mai 2007).

### Régime fiscal et budget
Le régime fiscal de la communauté d'agglomération est la fiscalité professionnelle unique (FPU).

## Projets et réalisations

### Réalisations

#### Le Schéma d'aménagement et de gestion des eaux du bassin versant du Verdon
Le projet de Schéma d'aménagement et de gestion des eaux (S.A.E.G.E.) du bassin versant du Verdon a été validé par la Commission Locale de l'Eau, le 13 septembre 2012.
L'hydrographie du parc naturel s'inscrit dans l'hydrographie d'ensemble du vaste bassin supérieur du Verdon, ce qui explique les mesures prises globalement pour la préservation des ressources en eau et du milieu naturel aquatique.
La commission locale de l'eau a validé 5 enjeux à traiter dans le "S.A.G.E. du Verdon" du département des Alpes-Maritimes faisant partie du périmètre du "S.A.G.E. du Verdon" (en gras les 19 communes membres de la Communauté de communes Alpes Provence Verdon - Sources de Lumière).
- Le bon fonctionnement des cours d'eau,
- La préservation du patrimoine naturel lié à l'eau,
- Le gestion équilibrée et durable de la ressource,
- La préservation de la qualité des eaux,
- La conciliation des usages et la préservation des milieux.